# ぱんぷきんブルマ
『ぱんぷきんブルマ』は、水田恐竜による日本の漫画単行本。リイド社より発行された。

## 概要
作者がリイド社で発刊した単行本で2巻まで発刊した。掲載雑誌は全作品不明。

## 登場人物

### ぱんぷきんブルマ
表題作。ここでは複数回登場した人物のみ紹介する。
課長
「スカートめくりカレンダー」や「等身大キーホルダー」や「人形付きの傘」を作った男性。「人形付きの傘」は誰かに手を引いて貰えると人形の股間に顔を埋める事が出来るおいしい体制になるが、誘われた女性は雨の中逃げ出してしまう。ちなみにその人形の顔は「タフなんだもん!」の登場人物「ちゃあチャン」に似ている。
娘のオナニーをうっかり覗いた母親
娘がベッドでオナニーをしているのを覗いた時は「イスに座ってしなさい」と注意したり、娘が仔犬を使ってバター犬をしている時は「よくそんなので我慢出来るわね。（大型犬）貸そうか」と大型犬をすすめた。
アヤコ
あやとりが好きな女の子だが父親から人形をプレゼントして貰った時は人形の服を脱がしあやとりで貞操帯を披露した。またロリコンの男のアソコを見たときはあやとりで女性器の形を披露したが服に精液をかけられたので母親は「服脱がされたりさわられたりしてないのね。ほんとねっ!」とパニックに陥っていた。
ちなみに彼女は一言も喋らず表情は笑顔そのものでそれ以外の表情は無かった（ロリコンの男に服を汚されても笑顔だっ た）。
アソコが器用な女子校生
おみくじ棒をアソコに何本か詰めて一本ずつ落としたり、輪ゴムを使って「膣琴」を披露したり、「膣ナラ」で「チューリップ」を披露した。また彼女は前述のアヤコと同じ表情をしているのが特徴でもある（ただし彼女が登場した回の扉絵では普通の目元だった）。

### みるくぽっと
1巻に掲載。

### 悶々アソート
1巻に掲載。ここでは複数回登場した人物のみ紹介する。
古いファッションが好きな女子高生
ミニスカートが流行っているご時世にヒザ下のスカートを履いて歩いていたのでそれを見た女子高生から「タイムトリップしてきたんじゃない」とバカにされるが、その下に付けていたシュミーズをおじさんに売った時10万円で売れた（おじさんは「10万円でも安い」と興奮していた）。
またモンペやチョウチンブルマーを金持ちの老人に見せて「30年振りじゃ～」と老人の下半身を興奮させ、老人の後妻になったのでバカにしていた女子高生は「大玉の輿じゃ～ん」と驚いていた。

### CANDYファクトリー
1巻に掲載。2巻の「CandyFactory」と読み方は同じだが掲載雑誌が不明なので別々に紹介する。ここでは複数回登場した人物のみ紹介する。
中華料理店のウェイトレス。
寿司屋の板前と付き合っておりエッチの時は彼氏のアソコを使って握り寿司を作る手つきをしたが、彼氏にはアソコをギョーザを作る手つきをされて「イタタタタ～」と悶絶した。
ワカメ酒を彼氏に飲ませたが、翌日彼氏が二日酔いをしたのでアソコの毛を剃ってシジミ汁を飲ませようとしたが「あちあち～」と悶絶していた上彼氏に「アワビの癖に…」とつっこまれた。

### 悶々アソート
1巻に掲載。

### まるえび繁盛記
1巻に掲載された作品。風俗嬢兼女子高生の丸海老さくらが新しく入った担任の大貫先生達とドタバタを繰り広げる4コマギャグ漫画。
丸海老さくら
この作品の主人公で「アダルトランドまるえび」のイメクラヘルス担当。フェラチオのみで本番はしない主義。担任の大貫先生とよくサービスをする。
イメクラばかり優先しており欠席が多いので、担任の大貫先生との初対面は学校ではない上大貫先生に単位が足りず「留年になる」と言われても「女子大生、OLより女子高生の方が売れるから」と開き直っていた。
大貫先生
さくらがぶんか女子高に赴任してきたさくらの担任の先生。さくらとの初対面の時はさくらを含む家族に6発も抜かれてしまった（翌日まるえびの事を知っている他の先生が何発抜かれたか賭けをしていた）。
クリスマスの時にはさくらの出張イメクラヘルスで特別にタダにしてもらった。
丸海老しじみ
さくらの妹。「まるえび」のオナニー覗き部屋担当。子供だがラストまでイケる。
勉強好きで大貫先生に教えてもらった時はさくらが「家庭教師とのカラミ」と客引きしていた。
家に風呂（あさりの仕事場）がひとつしかないのであさりが本番をしている最中に風呂に入っていた事もあった。
クリスマスの時は小さい筒を「お客さんにチンチンに被せてあげるの～」と楽しんでいたが、きさごが買って来たクリスマスケーキを見て「わーいケーキ」と喜ぶなど一応子供らしい面はある。
丸海老あさり
さくらの姉。「まるえび」のソープランド担当。「まるえび」で唯一本番行為をしている。
新しいテクを開発するのが趣味で大貫先生を実験台として頼んだ事もあった。
丸海老きさご
さくらの母。「まるえび」の性感マッサージ担当。
夫はおらず、さくら達はこれまでやってきたお客さんときさごの間に産まれた事になる（ただしさくら達もこの事を知っているが全く気にしていない）。
家庭菜園をするのが趣味で大貫先生にもおすそわけをしたが使用済みティッシュで土を肥やしていた。
丸海老ウバ
さくらの祖母。「まるえび」のラッキーホール担当。作中素顔が出ていないのが特徴。
赤線廃止の時、お偉いさんを片っ端からフェラチオでしゃぶり倒して営業許可を貰ったため家族ぐるみで風俗営業が出来る様になった（地元ではかなり有名にもなっている）。
さくらが将来「風俗ビルをおったてる」を宣言した時5Fのラスボスとして大貫先生を最後の一滴までしゃぶり倒したので、さくらは風俗ビルの「まるえび死亡の塔」と名付けた。
年寄りなのでオシッコのキレが悪い。そのためさくらはオシッコを漏らしてしまう寸前だったが風呂でオシッコをしてチップを貰い、またチップを貰うため水分を沢山摂った。
クリスマスでは花電車の経験を活かしてアソコからクラッカーを吹いたが、さくらは「バァちゃんでなかったら金取れる芸なのに～」と嘆いていた。

### 奥様は濃い～の
1巻に掲載。多趣味な主婦ひかりが色々な趣味で夫のミツルを巻き込む4コマギャグ漫画。
ひかり
この作品の主人公。
非常に多趣味なのが特徴だがすぐ飽きて別の趣味にのめり込むのが欠点。例えば奇術に飽きた時は、料理に目覚め奇術に使っていたハトやウサギを料理にしていた。
ミツルとの結婚式では色々な奇術を披露したがキャンドルサービスをした時結婚式場でボヤ騒ぎを起こして式を中止にしてしまう。そしてミツルが結婚式のビデオを見た事がきっかけで再び奇術に凝りだし、豆腐を吐き出す人間ポンプを披露したり風呂では自分を体を鎖で縛り「熱湯地獄から奇跡の生還」や「浣腸地獄おもらし寸前脱出なるか」にチャレンジしようとしていた（ミツルは危ないのとスカトロ系だからという理由で禁止にした）。
ぬいぐるみ作りに凝り出した時はミツルに「子供っぽい趣味だな」とつっこまれたが自分を模したアダルトな人形を披露し、ミツルに「試してみて」と言うもミツルに「目の前に本物があるのにこんなん使うか!」とつっこまれたが、ミツルを模したアダルトな人形でとっくに試していたためミツルはご立腹だった。またフリーマーケットの時はクレーン車を使いクレーンキャッチャーを始めた（クレーンの免許も持っているが「普通に売ってください」と怒られた）。
AVの知識が豊富でミツルが会社の同僚から貰った「若奥様は濃い～の」のパッケージを見ただけで内容を語ったが実際に見るのははじめてである。またミツルとのプレイをいつのまにか撮っていたり近所の娘がブルセラビデオに出ていた時はそれをネタに脅そうとセーラー服を着て撮影しようとしていた。
ミツルと二人でキャンプをした時はいきなり全裸になり、持ってきた道具も全部川に捨てロビンソン・クルーソーの様なキャンプにしてしまった。またタテ穴式住居等を自分で作ったり天然記念物を狩った時は「関係ないも～ん」と開き直っていた。
バス釣りに凝り出した時は「風呂（バス）で魚を釣る」と勘違いしていた。また乗り物のバスを釣るという夢を見た事がきっかけで本物のバス釣りをしようとした時は何故か和服だった上、若い男にルアーを見せびらかされた時」は「クツベラ」「カーテンの金具」「自分の陰毛」で作ったルアーでブラック・バスを釣り上げたがバスは食べられない事と遊びだという事に納得がいかず腹を立て変な喋り方をしていた。
ミツル
ひかりの夫。ひかりからは「ミツルさん」と呼ばれている。
ひかりに濃い特徴に振り回されてばかりだが、キャンプのネタで「怒ってる？」と質問された時「君は頼もしいイブだよ」と答えていた事からひかりを心から愛している事がうかがえる。

### CandyFactory
2巻に掲載。ここでは複数回登場した人物のみ紹介する。
自殺願望だった女性
2巻に登場。
自殺の名所で飛び込み自殺をしようとしたが、「コンニャク凍らせるとどうなる？」や「イクラを炒めるとどうなる？」という看板を見て一旦家に帰り、しまいには自殺する気が無くなった（彼氏が彼女を見つけた時はイクラを炒めながら「自殺はやめた」と告白した）。
物を使ったオナニーが好きな女子校生
太い棒や切り取った机の角を使ってオナニーをするが、アソコにこすりつけるだけで挿入はしないため友人から「そろそろ挿入（いれ）るの覚えようね」とつっこまれた。
その他にも手でオナニーをして愛液でベトベトになった手でおにぎりを作り好きな男子の豊田くんに食べさせた（豊田くんは「微妙な塩加減がいい」と好評だった）。
パンツを使って暗記する男性
パンツに難しい数式を書いて暗記して一流の高校、大学に合格した男性。また難しい法律をパンツに書いて舐めたり吸ったりして司法試験に一発合格も出来た。ただし女性に質問された時はその暗記法は秘密にしている。
正月早々精力的な男性
彼女が「除夜の鐘」と言った時は、「除夜のサネ」と聞こえたり、「百八の煩悩をはらう」と言った時は「尺八の陰嚢をはらう」と聞こえたので「新年早々やらしいぞ～」と彼女とエッチをした（彼女は今年こそ別れなきゃ体が持たないと心の中で感じた）。
また彼女が羽根付きしようと言った時は「羽根つきより姫始め」をしようとしたが、彼女が生理だったのでカキ染めで晴れ着に精液をかけてしまう。また羽つきをして勝った時は顔に墨を塗らずに彼女に顔射してしまい血まみれになるくらいボコボコにされてしまった。

### UP♥DOWNが～る
2巻に掲載。エレベーターガールの主人公がエレベーターで先輩とドタバタを繰り広げる4コマギャグ漫画。
主人公
とあるデパートのエレベーターガールだが、エレベーターで寝泊りしたり出前をとったりしている問題児（人形を使ってサボっていたこともあった）。
2回目以降はエレベーターを改造ばかりする様になり本物をカゴを使ったりカラオケボックスにしたりしていた。
先輩
真面目な性格で主人公の再教育をしたりするが、デパートの社長がやってきて主人公が改造した和風のエレベーターが気に入られた時は「洋風のエレベーター」に改造しようと考えていたが、「毒されちゃダメ～」とパニックになっていた。
社長
超微速運転式エレベーターに乗り、「面白いからしばらくやってみなさい」と気に入っていたが、主人公と先輩がケンカをしていた時は「店長を呼べ」とご立腹だった。

### セーラーQ
2巻に掲載。カッパのQちゃんが生物部の部長達とドタバタを繰り広げる4コマギャグ漫画。掲載雑誌は不明だが部長とひさ子の隔月号から月刊誌に移るというメタフィクション的なやりとりがあった。
Qちゃん
この作品の主人公。部長達がカッパを探しに出かけた時偶然出会ったカッパ。
性別ははっきりしていないがひさ子曰く外観は人間そっくりの女の子の様だとの事（部長が調べようとしたらシメられてしまった）。
ひさ子を「おかーちゃん」と呼んでオッパイを吸うが、中盤から「ひさ子」と呼ぶようになる。
部長のすすめでクラスメイトになるが、担任の先生は「勝手な事されちゃ困る」と反対するがQちゃんの強さを見て「関わらない方がよさそうだ」と言ってクラスメイトになる事を許した。
プロレス技が強く柔道部やレスリング部をシメる事で好物のキュウリをたくさんもらっていた。
唐小路光二
生物部部長で成績は学年トップだが授業には出ない（テストだけ出てればいいとの事）
エッチや下ネタが大好きでひさ子とよくエッチをしたり人前にも関わらずひさ子の制服を脱がしたりしていた（更には教室でひさ子とエッチをしようとしていた）。
目元は前髪で隠れているがQちゃんを初めて見た時ギョロ目になったり、あることがきっかけで「ひさ子のパンツなら俺が取りに行く」と熱くなった時は目元が出ていた。
神田ひさ子
生物部副部長で普通の女子高生（ただし部長とQちゃんが色々な意味で優秀なので普通なのが悔しいと嘆いた事もあった）。
生き物が好きだから生物部に入ったものの何故か部長に惚れてエッチするほどの関係になっていった（ただし精力的な部長に時々「ケダモノ」と暴言を吐く事がある）。
近藤くん
超常現象研究同好会の部員でQちゃんの事をエイリアンと決めつけたが、Qちゃんに生殖器官があるのを見ると前かがみになった。
部長の母親
華族の家柄でよく七面鳥をシメたりしている。Qちゃんを料理しようと考えたが「蒸し焼きにしようか、中華風にしようか」迷っていた。